# John Nance Garner

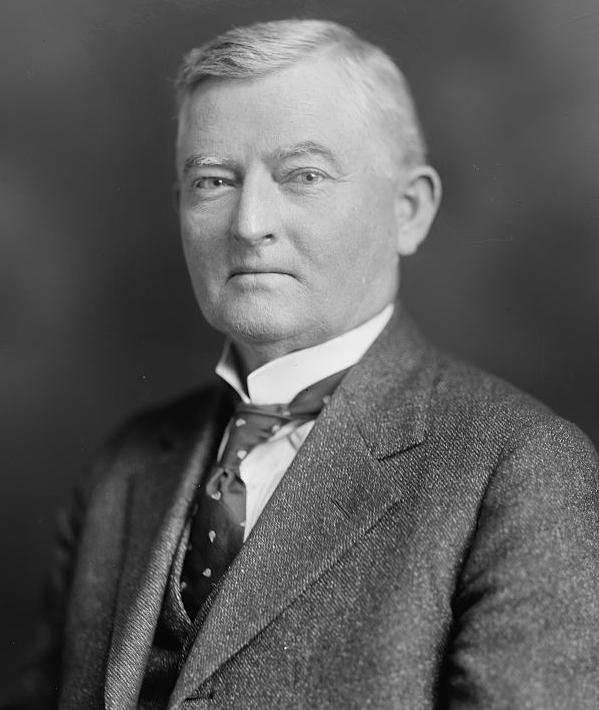
John Nance Garner

John Nance „Cactus Jack“ Garner (* 22. November 1868 bei Detroit, Texas; † 7. November 1967 in Uvalde, Uvalde County, Texas) war ein US-amerikanischer Politiker der Demokratischen Partei. Von 1933 bis 1941 war er unter Franklin D. Roosevelt der 32. Vizepräsident der Vereinigten Staaten. Zuvor gehörte er seit 1903 dem US-Repräsentantenhaus an, dem er seit 1931 als dessen Sprecher vorstand.

## Leben

### Ausbildung und politischer Aufstieg

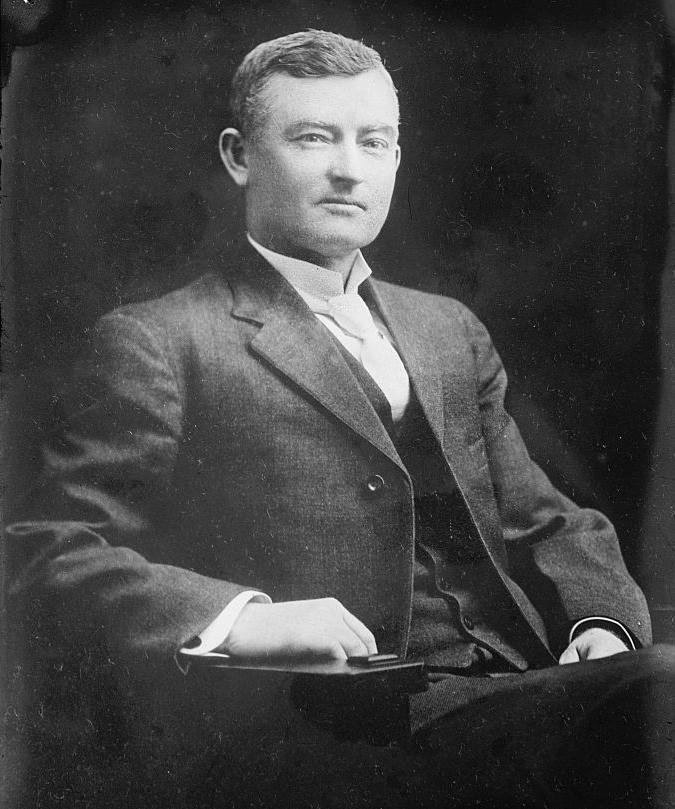
Garner in seinen früheren Jahren als Kongressabgeordneter (Bilddatum unbekannt)

John Nance Garner wurde 1868 im texanischen Detroit geboren. In Clarksville studierte Garner Rechtswissenschaften und praktizierte seit 1890 in Uvalde als Anwalt und Herausgeber des Uvalde Leader. Bald wurde Garner, der sich der Demokratischen Partei anschloss, zum Bezirksrichter im Uvalde County gewählt. Diese Position übte er bis zum Jahr 1896 aus, als er erfolgreich für das Repräsentantenhaus von Texas kandidierte. Dem gehörte er nach zwei Wiederwahlen 1898 und 1900 noch bis Anfang 1903 an. Zu dieser Zeit hatten die Demokraten de facto keine politische Gegenpartei, da sie, anders als heute, nahezu vollständig die gesamten Südstaaten, den sogenannten Solid South, dominierten. Für Kandidaten waren daher die parteiinternen Vorwahlen von erheblich größerer Bedeutung als die eigentliche Wahl. Hier war die Partei im Gegensatz zu den Nordstaaten bedeutend konservativer. Während Garners Zeit als Abgeordneter im texanischen Repräsentantenhaus fanden Beratungen statt, was die offizielle Pflanze des Bundesstaates sein solle. Garner schlug vergeblich die Kakteen Opuntien vor. Dies brachte ihm den dauerhaften Spitznamen „Cactus Jack“ ein.
Im Jahr 1895 heiratete er Mariette Elizabeth Rheiner. Mariette war 1893, bevor Frauen in Texas das Wahlrecht erhielten, erfolglos gegen Garner als Bezirksrichterin angetreten. Aus der Ehe ging der Sohn Tully Charles Garner (1896–1968) hervor.
Im November 1902 stellte Garner sich für den neuen 15. Kongresswahlbezirk von Texas zur Wahl. Nach seinem Wahlerfolg konnte er ab März 1903 als Abgeordneter ins US-Repräsentantenhaus einziehen. Seither wurde Garner im Turnus von zwei Jahren bis einschließlich 1932 wiedergewählt. Seine Frau war während seiner Abgeordnetentätigkeit auch seine Sekretärin. Im Jahr 1913 unterstützte er die Verabschiedung des 16. Verfassungszusatzes zur Einführung einer nationalen Einkommensteuer, die zuvor ausschließlich von den Bundesstaaten und Countys erhoben wurde. 1929 stieg Garner zum Fraktionsführer der Demokraten auf und war damit Minority Leader (Vorsitzender der Minderheitsfraktion). Nach den Halbzeitwahlen von 1930 konnten die Republikaner, deren Popularität durch die Great Depression schwand, nur noch eine knappe Mehrheit im Kongresskammer behaupten. Im Oktober 1931 kam es durch Mandatsverluste und Nachwahlen in einzelnen Wahlkreisen zu einem Wechsel der Mehrheitsverhältnisse. Die Demokraten sicherten sich zunächst eine Mehrheit von nur einem Sitz, die sich bis zum Herbst 1932 noch etwas vergrößerte. Als Vorsitzender seiner Fraktion wurde Garner daher Ende 1931 zum Sprecher des Hauses, also zum Vorsitzenden, gewählt.

### Vizepräsident der Vereinigten Staaten

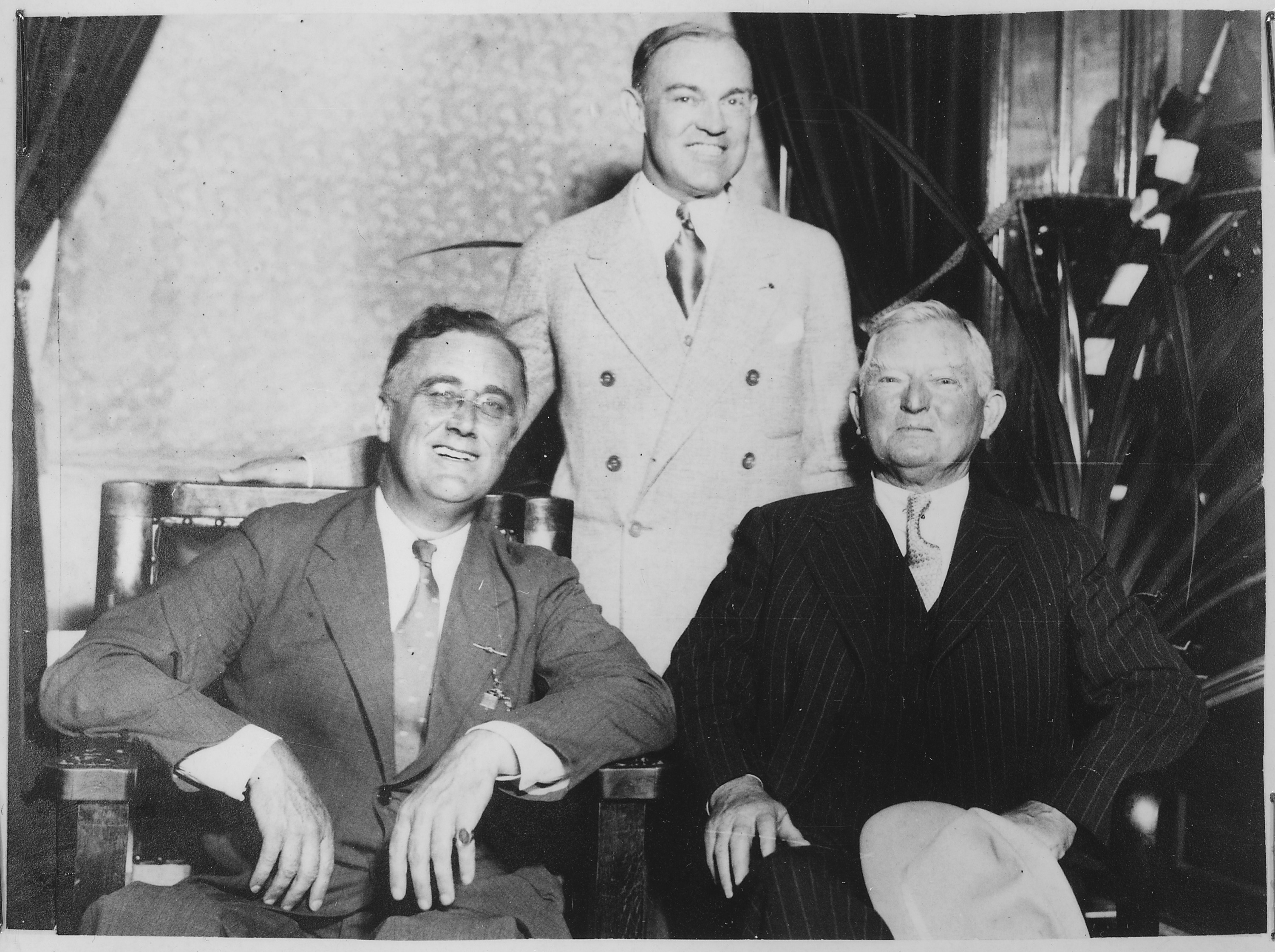
Garner (rechts) mit Franklin D. Roosevelt (links) und dem Gouverneur von Kansas, Harry Hines Woodring (mittig), während des Wahlkampfs von 1932

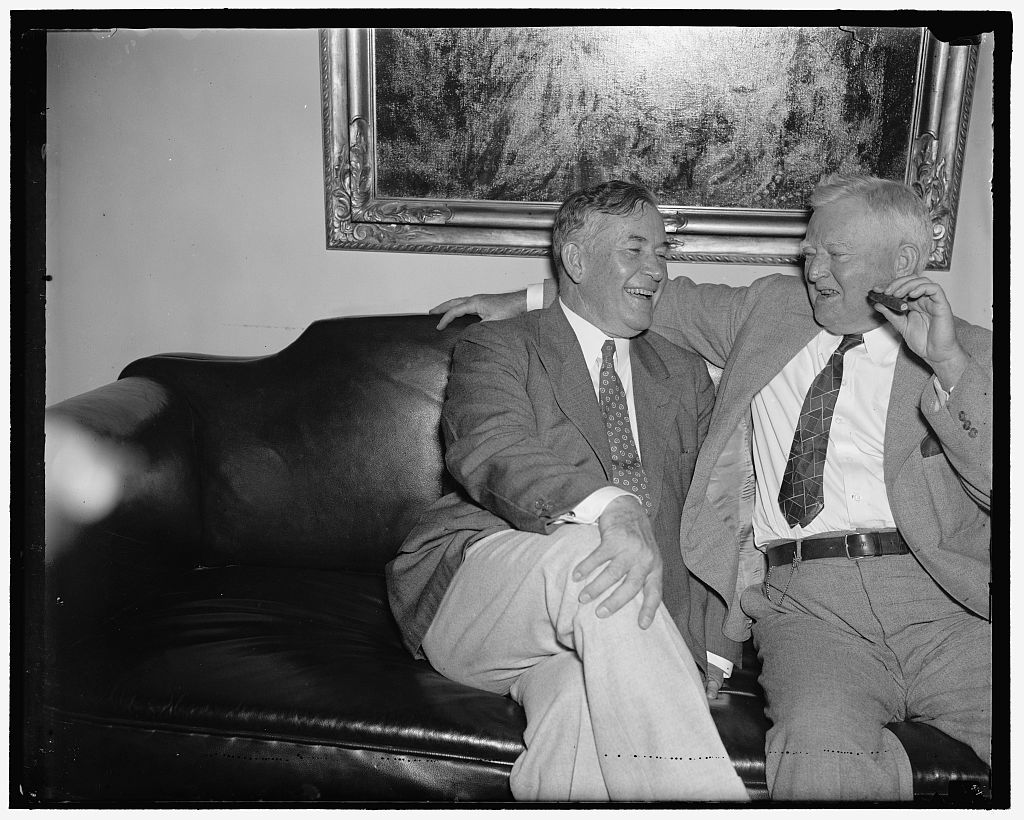
Vizepräsident Garner (rechts) mit dem Senator und späteren Vizepräsidenten Alben W. Barkley im Juli 1937

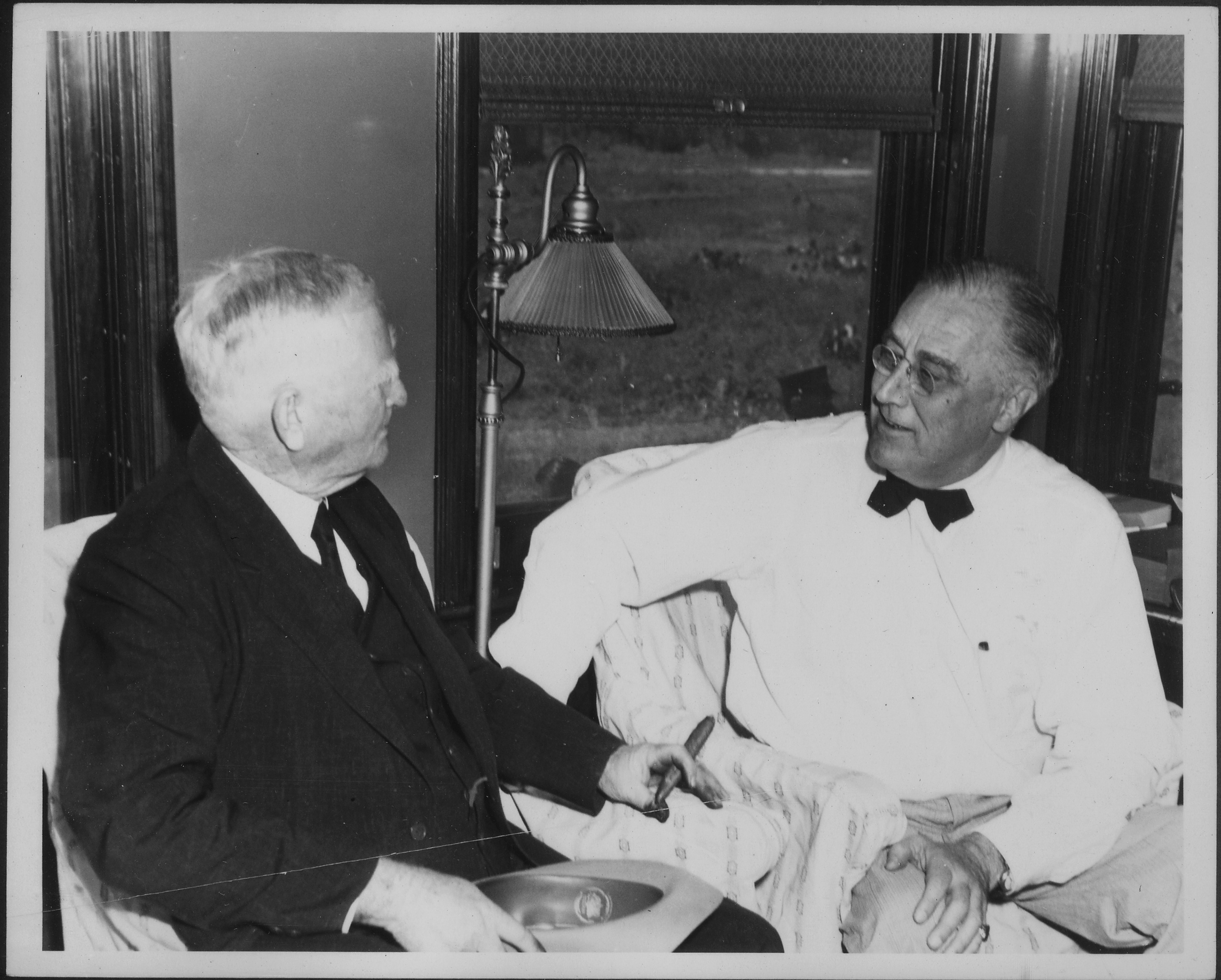
Garner (links) lehnte 1940 eine dritte Bewerbung Roosevelts um die Präsidentschaft 1940 ab, war aber mit seiner parteiinternen Gegenkandidatur nicht erfolgreich. Diese Aufnahme zeigt die beiden bei einem Treffen im Jahr 1942

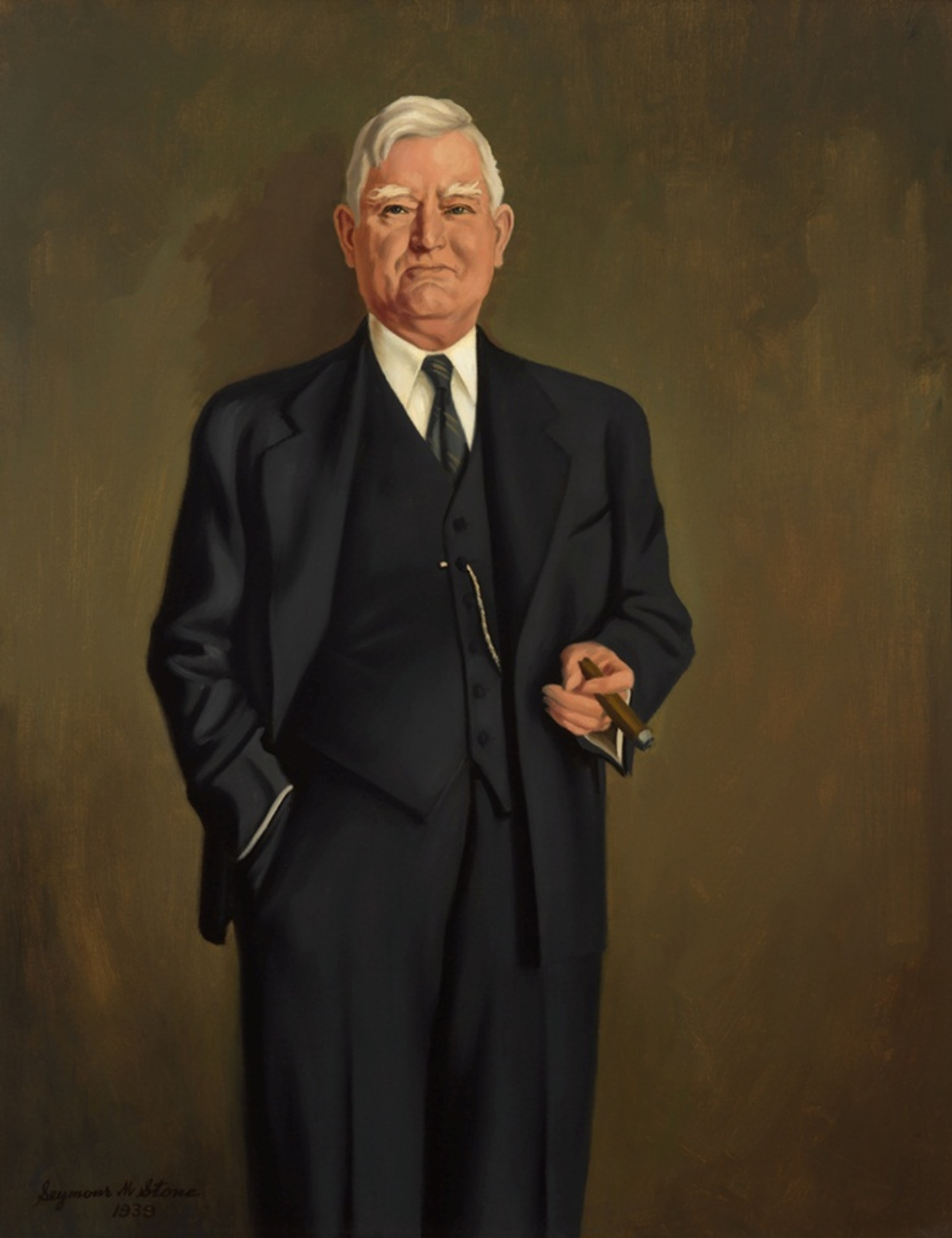
Garners offizielles Porträt als Vizepräsident

Im Vorfeld der Präsidentschaftswahl 1932 bewarb sich Garner um die Kandidatur der Demokraten. Aufgrund der Wirtschaftskrise rechnete sich die Partei gute Chancen aus, Amtsinhaber Herbert Hoover abzulösen. Auf dem Nominierungsparteitag im Juli des Jahres konnte er seine Unterstützung jedoch nicht über den konservativen Parteiflügel aus dem Süden ausweiten. Stärkster Bewerber war Franklin D. Roosevelt, der damalige Gouverneur von New York. Allerdings fehlten ihm noch etwa 100 Delegiertenstimmen, um aufgestellt zu werden. Aufgrund seiner Chancenlosigkeit zog Garner seine Bewerbung zurück. Es kam zu einer Absprache mit Roosevelt: Garner würde sich für den New Yorker Gouverneur aussprechen und diesem seine Delegierten zuschlagen; im Gegenzug wurde er selbst zum Kandidaten für die Vizepräsidentschaft. Zu dem linksliberal und progressiv eingestellten Roosevelt aus einem nördlichen Staat schien der konservative Garner aus dem Süden als Running Mate sowohl geographisch als auch ideologisch eine sinnvolle Ergänzung, um einer breiten Masse Identifikation mit dem demokratischen Gespann zu ermöglichen. Die Präsidentschaftswahl am 8. November 1932 gewannen die beiden dann mit 57,4 % der Stimmen sowie 472 von 531 Wahlmännern sehr deutlich. Während Roosevelt am 4. März 1933 den Eid für das Präsidentenamt ablegte, trat Garner sein neues Amt als Vizepräsident an. Am Vortag hatte sein Abgeordnetenmandat geendet. Da er kraft seines Amtes nun auch Präsident des Senats war, war er einer von bisher nur zwei Personen, die zeitlich direkt aufeinanderfolgend den Vorsitz über beide Kongresskammern innehatten. Der andere war Schuyler Colfax am 4. März 1869, der ebenfalls vom Sprecher des Hauses in die Vizepräsidentschaft wechselte.
Mit der New-Deal-Politik des Präsidenten konnte sich Garner nie richtig anfreunden. Wie andere Vizepräsidenten zu jener Zeit gehörte Garner nicht zum engeren Machtzirkel des Präsidenten. Daher war er trotz seiner Stellung als zweithöchster Amtsträger in der Regierung de facto ohne nennenswerten politischen Einfluss; obgleich es Roosevelt zur Regel machte, den Vizepräsidenten an Sitzungen des Kabinetts regelmäßig teilnehmen zu lassen. Garners Ausspruch, der Posten des Vizepräsidenten sei nicht mehr wert als „a warm bucket of spit“ („ein Eimer warmer Spucke“), ist legendär. Neuere Nachforschungen legen allerdings nahe, dass der Ausspruch im Original „a bucket of piss“ lautete („ein Eimer voll Pisse“).
Zur Präsidentschaftswahl 1936 wurde Garner erneut an Roosevelts Seite aufgestellt. Diese Wahl konnten die beiden mit 60,8 % der Stimmen sowie 523 von möglichen 531 Voten im Electoral College erdrutschartig für sich entscheiden. Am 20. Januar 1937 wurden beide erneut in ihr Amt eingeführt. Es war die erste Vereidigung zum Präsidenten und Vizepräsidenten, die an einem 20. Januar stattfand. Erst vier Jahre zuvor war das Datum durch den 20. Verfassungszusatz vom 4. März auf den 20. Januar nach der Wahl verlegt worden. Während Garners zweiter Amtsperiode kam es 1937 zum Bruch mit Präsident Roosevelt, zu dem er bisher trotz einiger Meinungsverschiedenheiten persönlich ein gutes Verhältnis hatte. Vor allem die von Roosevelt angestrebte Justizreform lehnte Garner wie auch seine konservativen Parteifreunde aus dem Süden und die Republikaner entschieden ab. Hintergrund war, dass der mehrheitlich mit konservativen Richtern, ernannt von den vorangehenden republikanischen Präsidenten, besetzte Supreme Court eine Reihe von Roosevelts New-Deal-Gesetzen als verfassungswidrig aufgehoben hatte. Der Präsident, bestärkt durch seinen klaren Wahlsieg von 1936 und die große demokratische Mehrheit im Kongress, schlug daraufhin eine Aufstockung der Richterzahl vor, um so das Stimmenverhältnis am Obersten Gericht zu beeinflussen, indem er selbst weitere Richter mit einer linksliberalen Weltanschauung ernennen könnte. Aufgrund des starken Widerstandes war diesem Plan aber kein Erfolg beschieden. Garner arbeitete im Hintergrund aktiv gegen den Präsidenten und half mit, den Vorschlag im Kongress scheitern zu lassen. Aus den Kongresswahlen 1938 gingen die oppositionellen Republikaner gestärkt hervor; von Seiten Roosevelts erfolgten keine weiteren Reformenankündigungen mehr.
Der endgültige Bruch mit dem Präsidenten wurde 1940 vollzogen. Aufgrund der gespannten weltpolitischen Lage (Ausbruch des Zweiten Weltkrieges in Europa) entschloss sich Roosevelt, bei der Präsidentschaftswahl 1940 mit der bisherigen Tradition zu brechen und für eine dritte Amtszeit zu kandidieren. Viele Südstaaten-Demokraten, einschließlich Garner, lehnten dies ab. Daher entschloss sich der Vizepräsident zu einer parteiinternen Gegenkandidatur. Allerdings waren seine Chancen, auf dem demokratischen Nominierungsparteitag im Juli 1940 gegen den bei der Bevölkerung nach wie vor populären Roosevelt zu gewinnen, eher gering. Wie erwartet verlor Garner am Ende überaus deutlich: Lediglich 61 Delegierte sprachen sich für ihn als Präsidentschaftskandidaten aus; für Amtsinhaber Roosevelt votierten 946. Der konservative Demokrat Garner scheiterte vor allem daran, dass er seine Unterstützung wie schon 1932 kaum über die Südstaaten ausdehnen konnte; dazu wurde seine Kandidatur von den Gewerkschaftern in den Großstädten des Nordens offen bekämpft. So bezeichnete John L. Lewis, der Präsident des Gewerkschaftsverbandes CIO, Garner öffentlich als „arbeiterfeindlichen, poker-spielenden, whiskey-trinkenden, bösen alten Mann“.
Präsident Roosevelt entschloss sich folgend, mit einem neuen Vizepräsidentschaftskandidaten in den Wahlkampf zu ziehen. Er wählte den linksliberalen Henry A. Wallace aus, der bis dato das Amt des Landwirtschaftsministers innehatte. Nach dem erneuten Wahlsieg Roosevelts übernahm Wallace die Vizepräsidentschaft turnusgemäß am 20. Januar 1941.

### Spätere Lebensjahre
Mit dem Ende seiner Vizepräsidentschaft endete Garners politische Laufbahn und der inzwischen 71-jährige zog sich ins Privatleben nach Texas zurück. Trotz innenpolitischer Differenzen hatte er zu Roosevelts Nachfolger Harry S. Truman, Präsident von 1945 bis 1953, ein gutes persönliches Verhältnis. Die beiden Demokraten verstanden sich bereits während Garners Vizepräsidentschaft, als Truman Senator war, gut. Nach dem Tod seiner Frau 1948 lebte Garner meist zurückgezogen in Texas. Am 22. November 1963 erhielt er telefonische Glückwünsche zu seinem 95. Geburtstag von Präsident John F. Kennedy, nur Stunden bevor dieser in Dallas einem Attentat zum Opfer fiel. Garner starb am 7. November 1967 wenige Wochen vor seinem 99. Geburtstag. Er erreichte damit das bislang höchste Alter aller amerikanischen Vizepräsidenten. Er fand in Uvalde in Texas, wo er zuletzt gelebt hatte, auf dem Stadtfriedhof seine letzte Ruhe.